# Woman in Black (Grimm)
Woman in Black (conocido en América Latina como Mujer de Negro) es el vigésimo segundo y último episodio de la primera temporada de la serie de televisión estadounidense de drama-sobrenatural Grimm. El guion principal del episodio fue escrito por los creadores de la serie David Greenwalt y Jim Kouf, y la dirección general estuvo a cargo de Norberto Barba. 
El episodio se transmitió originalmente el 18 de mayo del año 2012 por la cadena de televisión NBC. Mientras que en América Latina el episodio se estrenó el 9 de julio del mismo año por el canal Unniversal Channel.
En este episodio Nick resuelve los crímenes cometidos por Akira Kimura, el Schakal responsable de la muerte de sus padres, quien ha venido a Oregon para conseguir las monedas de Zakynthos. Sin embargo Nick deberá enfrentar un reto más grande, al verse obligado a confesarle su secreto a su novia Juliette, cuya vida queda en riesgo como consecuencia de las acciones de Adalind.  

## Argumento
Han transcurrido unas cuantas semanas desde el incidente de Konstantin, y Nick está preocupándose por la salud mental de su amigo Hank, quien lentamente comienza a volverse en una persona paranoica y nerviosa. Monroe le sugiere que haga algo a respecto antes de que Hank quede marcado de por vida. Mientras tanto, en la clínica donde Juliette trabaja, Adalind lleva a su gata mascota, la cual supuestamente se siente mal. Durante el examen, Juliette es arañada por la gata, sin darse cuenta de que es una gata anormal con ojos negros y una lengua amarilla.    
En otra parte de Oregon, Akira Kimura, el último criminal con vida responsable de la muerte de los Burkhardt, se reúne con un investigador privado, Nathaniel Adams, para discutir el paradero de las monedas. Nathaniel le muestra unas fotos de los cuatro sospechosos y posibles portadores: Nick Burkhardt, Hank Griffin, Monroe y el capitán Rendard. El investigador afirma que uno de los cuatro posee las monedas, aunque le apuesta todo al capitán Renard, debido a que fue el blanco de Soledad Marquesa. Al contemplar toda la información disponible, Akira se transforma en un Schakal, mata a su informante y se dirige a buscar las monedas por su cuenta. En el momento en el que se retira del lugar, una misteriosa mujer vestida de negro llega para analizar la escena.   
La escena posteriormente es analizada por Nick, Hank y Wu, y tan pronto descubren que Akira Kimura está detrás de ellos. Los dos deciden vigilar sus hogares con refuerzos y tratan de advertirle al capitán Rendard. Desafortunadamente, Akira alcanza primero a Renard y procede a torturarlo con el fin de encontrar las monedas. Sin embargo se da cuenta de que no posee lo que busca y antes de poder asesinarlo, se ve obligado a escapar del lugar con la repentina llegada de la policía. 
Al no encontrar al criminal cerca, Nick y Hank se deciden por retirar a sus hogares para poder atrapar a Akira. No obstante, en el momento que Hank llega a su hogar y lo encuentra saqueado, este comienza a recordar el día que se topó con Monroe y en medio de sus alucinaciones dispara contra la pared de su casa completamente asustado. Nick por su parte, se entera de que Juliette fue rasguñada por la gata de Adalind y trata de llevarla a un doctor a la fuerza. Pero Juliette, harta de no saber por qué su novio le guarda tanto rencor a una simple abogada, le exige respuestas. Sin muchas opciones y desesperado por la salud de su novia, Nick confiesa a gritos que Adalind es una bruja y lleva a Juliette hasta el camper de la tía Marie donde le confiesa su verdadera identidad como un cazador de personajes de cuentos de hadas. Como era de esperarse Juliette no le cree a Nick y trata de irse a su hogar. Pero Nick le pide una segunda oportunidad para probar que dice la verdad. Los dos se detienen en la casa de Monroe. 
La intención de Nick es que Juliette vea a Monroe transformado en blutbad. En un principio el Wesen se rehúsa a hacerlo, pero tan pronto escucha que Juliette fue rasguñada por el gato de Adalind, accede rápidamente. Lamentablemente antes de ver la transformación Juliette cae desmayada al suelo. Los dos deciden llevarla al hospital, pero los doctores no están seguros de lo que la veterinaria padece y advierten que de ser una enfermedad contagiosa deberán ponerla en cuarentena. Furioso Nick le pide de favor a Rosalee que prepare un antídoto y le entrega la gata, antes de marchar a casa de Adalind, solo para encontrarla completamente vacía y sin rastro de la antigua Hexenbiest.       
Mientras tanto Wu acompañado de policías, inicia una búsqueda por Akira en el apartamento en el que se hospeda. Pero en su lugar se encuentra con la misteriosa mujer de negro, quien escapa fácilmente de los policías con habilidades sobrehumanas. Sintiéndose impotente y desesperado, Nick recibe una llamada de Hank, quien le advierte que Akira Kimura debe estar en camino a su hogar y que al parecer está aliado con una mujer de negro. Nick se ofrece a enfrentarlo y llega a su hogar armado con su ballesta Grimm. Una vez que los dos se encuentran, Akira lo reconoce como un Grimm y le exige que le diga dónde están las monedas. Nick se resiste y le pregunta por qué mató a sus padres. La pelea es interrumpida por la llegada de la mujer de negro, que derrota a Akira y se revela como la madre de Nick. 

## Elenco
- David Giuntoli como Nick Burkhardt.
- Russell Hornsby como Hank Griffin.
- Bitsie Tulloch como Juliette Silverton.
- Silas Weir Mitchell como Monroe.
- Sasha Roiz como el capitán Renard.
- Reggie Lee como el sargento Wu.

## Producción

### Guion
La frase inicial del episodio y parte del argumento relacionado con lo ocurrido con Juliette, está basado pobremente en el cuento de los hermanos Grimm; La bella durmiente.
En un reporte de Entertainment Weekly David Giuntoli comento que el final de temporada tenía acontecimientos importantes: "Tenemos tres cliffhangers importantes, y yo diría que uno de nosotros no llegara a la siguiente temporada." Bromea el actor sobre el final de temporada.

### Actuación
La actriz Marie Elizabeth Mastrantonio fue acreditada en los créditos finales para mantener su presencia como una sorpresa. A pesar de que debut ocurrió en gran parte del episodio. Sobre la importancia de su personaje; David Giuntioli comento que es "Fundamental" y que su importancia se desarrollara "a lo largo de la historia." "Casi no sabemos nada de ella, pero son grandes noticias", argumento el actor. "Obviamente con el nombre de La Mujer de Negro la rodea el misterio. Tendremos una probadita de quien es en realidad, pero es algo grande y genial."
Respecto a las escenas de riesgo; Giuntoli comento: "Nunca he sido bueno para eso. Yo estaba como... Oh esperen ahora hago grandes escenas de peleas en cada episodio. Así que pasare las vacaciones preparando mi cuerpo para esas cosas ¡No quiero arruinar mis caderas! Querían que derribara una puerta de una patada una sola vez, y no podía estirarme más allá de mi oblingo. Era como ¿Que están haciendo? Solo soy un pequeño italiano.

### Continuidad
- Kelly Burkhardt resulta estar viva.
- Hank comienza a perder la razón lentamente por su encuentro con Monroe.
- La vida de Juliette vuelve a quedar en peligro esta vez por culpa de Adalind.

## Recepción

### Audiencia
En el día de su transmisión original en los Estados Unidos por la NBC, el episodio fue visto por un total de 5.1000.000 de telespectadores.
"Al empezar, nadie esperaba algo de nosotros, necesariamente." Argumenta. "Pero hemos criado una buena sociedad de fanáticos"... Se que ahora tenemos una cierta cantidad de espectadores comprometidos, que quieren ver la mitología, y tenemos más libertad para hacer eso." Y están felices de darle a los fanáticos lo que esperan- hasta cierto punto.